# Stetson Bennett
Stetson Fleming Bennett IV (geboren am 28. Oktober 1997 in Atlanta, Georgia) ist ein US-amerikanischer American-Football-Spieler auf der Position des Quarterbacks. Er spielte College Football für die Georgia Bulldogs und gewann mit ihnen in den Spielzeiten 2021 und 2022 das College Football Playoff National Championship Game. Im NFL Draft 2023 wurde Bennett in der vierten Runde von den Los Angeles Rams ausgewählt.

## Frühe Jahre und College
Bennett wurde in Atlanta, Georgia, geboren und zog mit seiner Familie in der ersten Klasse in das Brantley County, bevor er in der achten Klasse erneut umzog, dieses Mal nach Blackshear, was er später als seine Heimat betrachtete. Er besuchte die dortige Pierce County High School und spielte für das Highschoolfootballteam.
Bennett erhielt, unter anderem aufgrund seiner als zu schmächtig eingeschätzten Statur, nur wenig Beachtung von College-Football-Teams, Stipendienangebote aus der NCAA Division I Football Bowl Subdivision (FBS) erhielt er lediglich von der Georgia Southern University und der Middle Tennessee State University. Er entschied sich, als Walk-on auf die University of Georgia zu gehen, um ab 2017 College Football für die Georgia Bulldogs zu spielen. Nach einer Saison wechselte er auf das Jones County Junior College in Ellisville, Mississippi, da er in Georgia hinter Jake Fromm und Justin Fields keine Chance auf wesentliche Einsatzzeit hatte. Am Junior College bestritt Bennett 12 Partien in der Saison 2018 als Starter, bevor er 2019 zu den Georgia Bulldogs zurückkehrte, wo er nach dem Wechsel von Fields zu den Ohio State Buckeyes ein Stipendium erhielt.
In der Saison 2019 war Bennett Backup hinter Fromm, in die Spielzeit 2020 sollte er hinter dem neu zu den Bulldogs gewechselten Jamie Newman und D’Wan Mathis als dritter Quarterback gehen. Allerdings setzte Newman die Saison wegen der COVID-19-Pandemie in den Vereinigten Staaten aus und Mathis zeigte im Auftaktspiel gegen die Arkansas Razorbacks schwache Leistungen, sodass Bennett ihn bereits in dieser Partie ersetzte und mit 20 angebrachten Pässen bei 29 Versuchen für 211 Yards und einen Touchdown überzeugen konnte. Er bestritt fünf Spiele als Starter, wurde aber dann selbst auf die Bank gesetzt und durch J. T. Daniels ersetzt. Bennett verzeichnete in der Saison 2020 insgesamt 1179 Yards Raumgewinn bei einer Passquote von 56 % und acht Touchdownpässe sowie sechs Interceptions.
Daniels ging als Starting-Quarterback in die Saison 2021, hatte aber mit Verletzungen zu kämpfen. Nachdem Daniels das Eröffnungsspiel gegen die Clemson Tigers als Starter bestritten hatte, fiel er für die folgende Partie gegen die UAB Blazers aus, sodass Bennett als Starter auflief und bei nur 12 Passversuchen fünf Touchdownpässe warf. Für die folgenden beiden Partien kehrte Daniels zurück, verletzte sich gegen die Vanderbilt Commodores aber erneut, woraufhin Bennett ihn erneut ersetzte. Er blieb für den Rest der Saison Starter und führte Georgia zu einer Bilanz von 12–0. Nach einer Niederlage gegen die Alabama Crimson Tide im Meisterschaftsspiel um die Southeastern Conference (SEC), bei der Bennett zwei Interceptions, darunter einen Pick Six, warf, geriet er in die Kritik, blieb aber auch für die Play-offs Starter. Im Orange Bowl, dem Halbfinalspiel gegen die Michigan Wolverines, erzielte Bennett mit 20 erfolgreichen Pässen bei 30 Versuchen 310 Yards Raumgewinn im Passspiel sowie drei Touchdowns und wurde als Offensive MVP der Partie geehrt. Im College Football Playoff National Championship Game traf Georgia erneut auf die Alabama Crimson Tide. Er brachte 17 von 26 Pässen für 224 Yards und zwei Touchdowns an und führte Georgia zu einem 33:18-Sieg und dem Gewinn der nationalen Meisterschaft. Bennett wurde erneut als Offensive MVP des Spiels ausgezeichnet.
Aufgrund der COVID-19-Pandemie erhielten alle Spieler der NCAA ein zusätzliches Jahr Spielberechtigung, sodass Bennett auch die Saison 2022 für die Bulldogs bestreiten durfte. Er verkündete seine Rückkehr für die Saison 2022, kurz nachdem Daniels seinen Wechsel auf ein anderes College bekanntgegeben hatte. Bennett gewann 2022 die Burlsworth Trophy, mit der der beste Spieler der Saison ausgezeichnet wird, der seine Karriere als Walk-on begann. Bei der Wahl zur Heisman Trophy war Bennett Finalist und belegte den vierten Platz. Bennett führte die Bulldogs erneut in die Play-offs und erhielt beim Sieg im Peach Bowl im Halbfinale gegen die Ohio State Buckeyes, das die Bulldogs knapp mit 42:41 gewannen und bei dem Bennett 398 Yards Raumgewinn im Passspiel sowie drei Touchdowns erzielte, eine weitere Auszeichnung als Offensive MVP. Damit zog Georgia zum zweiten Mal in Folge in das Spiel um die nationale Meisterschaft ein. Dort gewann Georgia deutlich mit 65:7 gegen die TCU Horned Frogs. Bennett gelangen im Passspiel 304 Yards Raumgewinn und vier Touchdowns, zudem erlief er zwei Touchdowns selbst. Auch in dieser Partie wurde er als wertvollster Spieler der Offense geehrt.

## NFL
Im NFL Draft 2023 wurde Bennett in der vierten Runde an 128. Stelle von den Los Angeles Rams ausgewählt.

## Persönliches
Bennetts Großvater Buddy Bennett spielte von 1958 bis 1960 als Quarterback für die South Carolina Gamecocks und war in der Saison 1960 Starting-Quarterback.